# Zschertnitz
Zschertnitz ist ein Stadtteil im Süden Dresdens und befindet sich im Stadtbezirk Plauen. Es ist Teil des statistischen Stadtteils Räcknitz/Zschertnitz.
Zschertnitz grenzt an die Stadtteile Räcknitz, Kleinpestitz, Mockritz, Strehlen und Südvorstadt.

## Geschichte

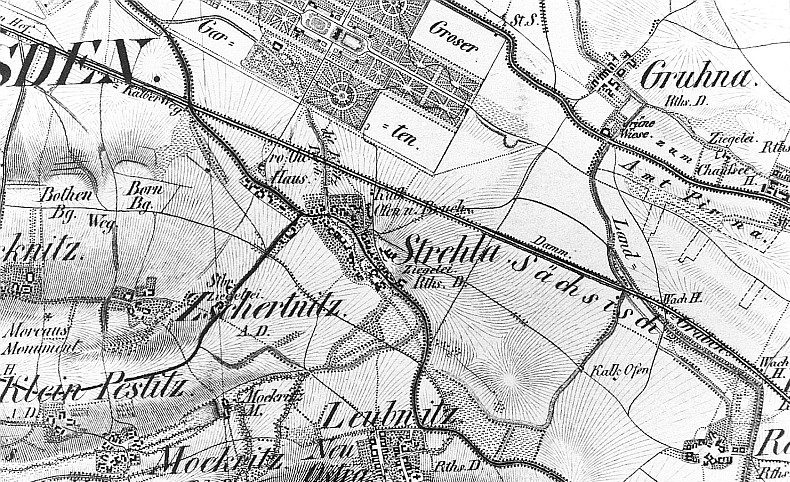
Zschertnitz und seine Nachbardörfer auf einer Karte aus dem 19. Jahrhundert

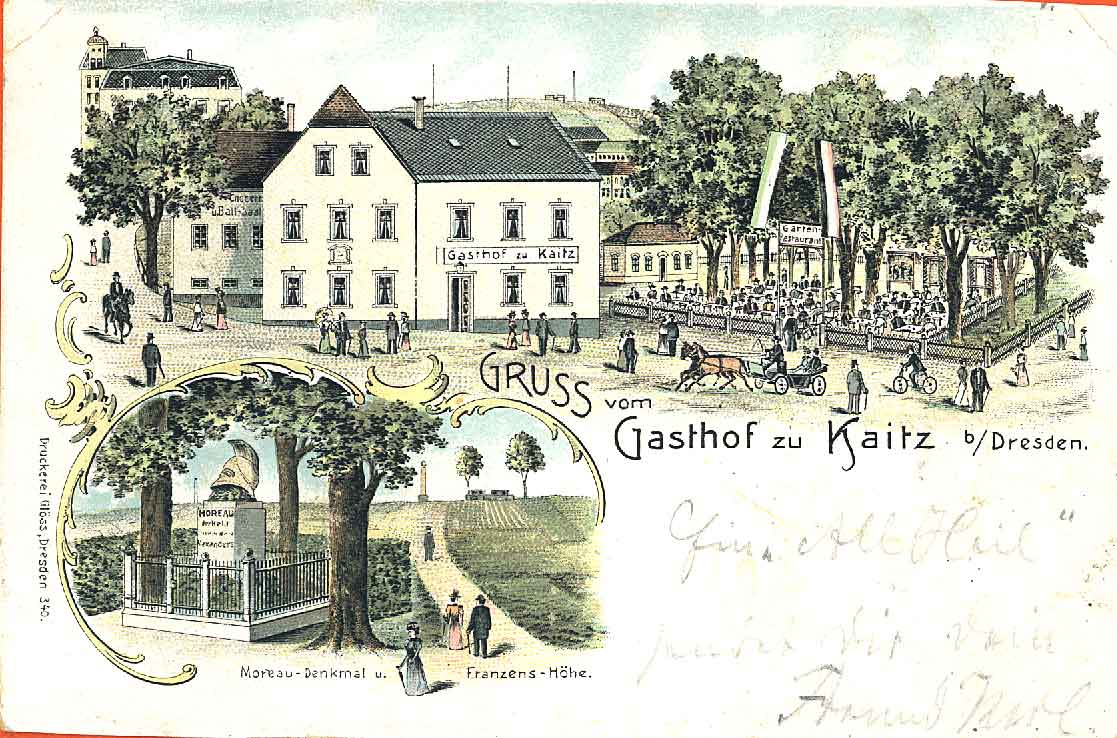
Moreau-Denkmal auf einer alten Postkarte

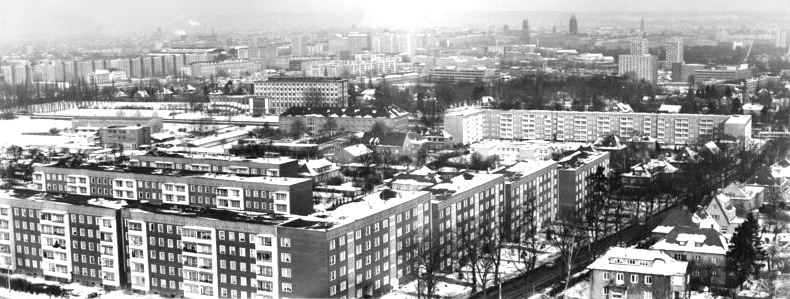
Zschertnitz im Winter 1985

1308 ist Zschertnitz als Scherschiecz zum ersten Mal urkundlich erwähnt worden. Über die Bedeutung des Namens gibt es unterschiedliche Ansichten. Eine Meinung ist, Zschertnitz heiße so viel wie „Teufelsdorf“ bzw. „Teufelsort“ (tschech. Čert = Teufel, vesnice = Dorf). Andere wiederum sagen, der Name bedeute Leute des Srsa. Über die slawische Abstammung des Namens gibt es allerdings keine Zweifel.
1418 erwarb die Familie Münzmeister das Vorwerk Zschertnitz, zwei Familienmitglieder waren Bürgermeister von Dresden.
Im Jahre 1813 wurde Zschertnitz bei der Schlacht um Dresden nahezu zerstört. General Jean-Victor Moreau wurde bei dieser Schlacht in Zschertnitz schwer verletzt und starb wenige Tage später an den Folgen der Verletzung. Seitdem erinnert ein Denkmal nahe der Räcknitzhöhe an diese Schlacht und Moreaus Tod.
Bis 1880 wurde Zschertnitz zum größten Teil landwirtschaftlich genutzt. Danach wurden mehrere Ziegeleien und Lehmgruben gegründet. Eine dieser Lehmgruben wurde nach dem Zweiten Weltkrieg als Trümmerhalde genutzt. Auf dieser Halde befindet sich heute eine Kleingartensiedlung. Eines der Ziegeleigebäude existiert heute noch und wird als Polstermöbelfabrik genutzt.
Seit 1886 bis zum Ende des Zweiten Weltkrieges stand in Zschertnitz eines der berühmtesten Ballhäuser Dresdens, der „Paradiesgarten“. Die Veranstaltungen liefen unter dem Motto „Z bleibt Z“ und waren unter den Dresdnern sehr beliebt. 1945 fiel auch der Paradiesgarten den Luftangriffen zum Opfer und konnte danach nur noch als Lager genutzt werden. 1977 brannte er dann vollkommen nieder.

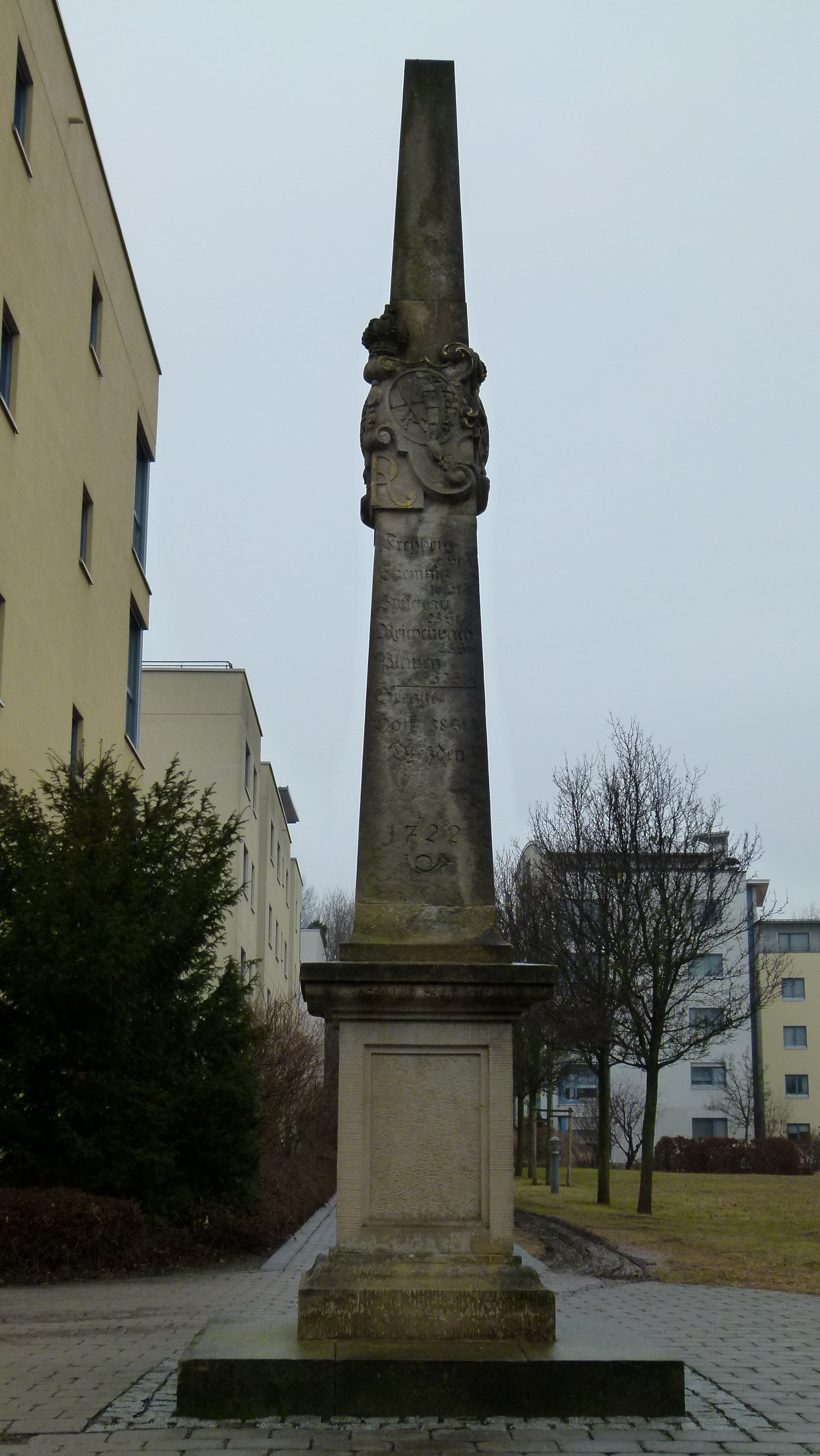
Kopie der Kursächsischen Distanzsäule

1967 wurde das Motel Münzmeisterstraße als erstes seiner Art in der DDR errichtet, von dem heute nur noch die als Kunst am Bau dort aufgestellte Nachbildung der Kursächsischen Postmeilensäule vom ehemaligen Wilsdruffer Tor in Dresden steht.
Zschertnitz wurde am 1. Juli 1902 nach Dresden eingemeindet. Daran erinnert seit 2002 ein Denkmal in Form des Kursächsischen Viertelmeilensteines Nr. 1 der Obergebirgischen Poststraße Dresden – Dippoldiswalde am Ausgang der Paradiesstraße.

## Kulturdenkmale
In Zschertnitz wurden einige erhaltene Gebäude der ursprünglich dörflichen und vorstädtischen Bebauung, darunter ein Dreiseithof, unter Denkmalschutz gestellt.

## Neubaugebiet

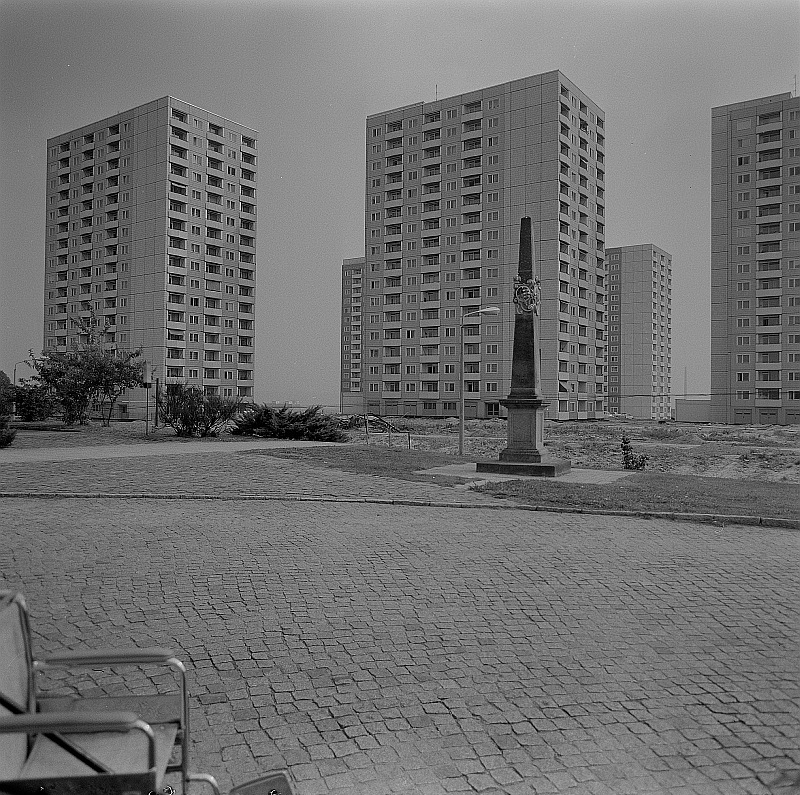
Wohnkomplex Zschertnitz, 17-geschossige Hochhausgruppe

Das heutige Zschertnitz ist in wesentlichen Teilen ein Neubaugebiet, das von 1971 bis 1976 unter der städtebaulichen Leitung der Architekten Kurt Röthig und Jörg Bösche angelegt wurde. Komplexarchitektin war Sybille Kriesche. Für dieses Neubaugebiet wurde 1973/74 der Dorfkern Zschertnitz mit seinen historischen Bauernhäusern und insgesamt 20 Wohnungen geopfert.
Die errichteten Gebäude umfassen 3048 Wohnungen der Typen IW 65, WBS 70, IW 66 P2 und WHH 17 und sind fünf, acht, elf und 17 Geschosse hoch. Eine 17-geschossige Hochhausgruppe des Typs WHH 17 befindet sich an der Südhöhe. Außerdem wurden zwei Oberschulen und vier Kindertagesstätten, eine Kaufhalle sowie ein Altersheim gebaut.
Bis zum heutigen Tage wurde der Stadtteil immer weiter ausgebaut. Nach 1990 wurden die Reste des Paradiesgartens (nunmehr Einkaufszentrum) und auch das Motel an der Münzmeisterstraße abgerissen, dort befinden sich ebenfalls Wohnbauten. Seit 1994 tragen die damals errichteten Schulgebäude auf der Paradiesstraße den Traditionsnamen Vitzthum-Gymnasium Dresden. Nach dem Abriss dieser Bauten im Jahr 2007 erfolgte die Inbetriebnahme des Neubauprojekts im August 2010.